# パラドックス (バンド)
パラドックス（PARDOX）は、ドイツ出身のメロディック・スラッシュメタルバンド。
母国のスラッシュメタル形成期から活動しているバンドの一つ。1990年代初頭に解散するが、同年代末から活動再開。以降は主宰チャーリー・スタインハウアー(Vo/G) のプロジェクトと化している。

## 概要・略歴

### 創設期
チャーリー・スタインハウアーとアクセル・ブラハを中心に1981年11月から行動を起こし、ラインナップの固まった1986年2月にバンド名を「パラドックス」に改名。
1987年、デビューアルバム『Product of Imagination』をリリース、これが欧州で上々の評価を受ける。
1989年リリースの2ndコンセプトアルバム『Heresy』が更に高く評価され、人気を決定付ける。しかしそれ以後、スタインハウアー(Vo/G)を残してラインナップが非常に流動的になり、ロードランナー・レコードの契約も失って1991年に解散する。（解散後、チャーリーはタクシー運転手に転身）

### 再始動
1999年、スタインハウアー(Vo/G)は、久しぶりにパラドックス名義で客演したライブを契機に意欲が甦り、バンドを再始動させる。
翌2000年、11年ぶりの3rdアルバム『Collision Course』をリリースする。そしてこれからという矢先にメンバーの相次ぐ脱退、更に妻が他界する不幸に見舞われる。スタインハウアーは意気消沈してのち自身も病魔に襲われ、2003年頃には活動が停止してしまう。
2005年、スタインハウアーは一からやり直し、バンドの再建を始める。2008年に8年ぶりの4thアルバム『Electrify』をリリースして本格的に再開。以降コンスタントにアルバムを発表。
2016年、結成30周年記念となる7thアルバム『Pangea』をリリース。
2021年、代表作『Heresy』から32年ぶりとなる続編『Heresy II – End of a Legend』をリリース。

## スタイル
サンフランシスコ産のスラッシュメタル「ベイエリア・スラッシュ」をルーツとし、メロディアスでドラマティック性を掛け合わせたサウンドが特徴。
2ndアルバム以降からは、オリジナルメンバーがチャーリー・スタインハウアー(Vo/G)のみとなり、ほぼ自身のプロジェクトと化している。そのため、アルバム毎のラインナップが流動的である。

## メンバー
※2022年時点

### 現ラインナップ
- チャーリー・スタインハウアー (Charly Steinhauer) - ボーカル/ギター (1986- )
- クリスティアン・ミュンツナー (Christian Münzner) - リードギター (2012-2014, 2020- ) - オブスキュラ
- オリー・ケラー (Olly Keller) - ベース (2007-2011, 2012-2013, 2014-2015, 2020- )
- アクセル・ブラハ (Axel Blaha) - ドラムス (1986-1991, 2016- )

### 旧メンバー
- マーカス・スパイス (Markus Spyth) - ギター (1986-1989)
- ローランド・シュタール (Roland Stahl) - ベース (1986-1988)
- ステファン・ハラー (Stefan Haller) - ボーカル (1989)
- ヴェルナー・ウィルツ (Werner Wilz) - ギター (1989)
- マティアス・フリゼ (Matthias Fries) - ベース (1989)
- ジョー・デビアス (Joe DiBiase) - ベース (1989-1990)
- カイ・ペイスマン (Kai Pasemann) - ギター (1990-2010)
- クラウス・ローマイヤー (Klaus Lohmeyer) - ベース (1991)
- オリバー・ホルツヴァルト (Oliver Holzwarth) - ベース (1999-2002, 2011)
- アレックス・ホルツヴァルト(Alex Holzwarth) - ドラムス (1999-2002, 2011-2012)
- アルミン・ドンデラー (Armin Donderer) - ベース (2002-2004)
- ステファン・シュヴァルツマン (Stefan Schwarzmann) - ドラムス (2002)
- ファビアン・シュヴァルツ (Fabian Schwarz) - ギター (2005-2006)
- アンディ・ジーグル (Andi Siegl) - ベース (2005-2006)
- クリス・ワイス (Chris Weiss) - ドラムス (2005-2006)
- ローランド・ヤホダ (Roland Jahoda) - ドラムス (2007-2010)
- クリスチャン・ミューナー (Christian Muenzner) - リードギター (2012-2014)
- ダニエル・ブルド (Daniel Buld) - ドラムス (2012-2014)
- トミー・キットシュタイナー＝カルバネス (Tommy Kittsteiner Calvanese) - ベース (2013-2014)
- ガス・ドラックス (Gus Drax) - リードギター (2010-2011, 2014-2016)
- コスタス・ミロナス (Kostas Milonas) - ドラムス (2014-不明)
- ティレン・ハドラップ (Tilen Hudrap) - ベース (2015-不明)

## ディスコグラフィ
- Product of Imagination (1987)
- 『ヘラシー～異端～』 - Heresy (1989)
- Collision Course (2000)
- Electrify (2008)
- Riot Squad (2009)
- Tales of the Weird (2012)
- Pangea (2016)
- 『ヘラシー II - エンド・オヴ・ア・レジェンド』 - Heresy II – End of a Legend (2021)